# La Bastidonne
La Bastidonne é uma comuna francesa na região administrativa da Provença-Alpes-Costa Azul, no departamento de Vaucluse. Estende-se por uma área de 5.90 km². Em 2010 a comuna tinha 877 habitantes (densidade: 148,6 hab./km²).